# إيباس (أبهررود)
إیباس (بالفارسية: اسپاس) هي قرية تقع في إيران في قسم أبهررود الریفي. يقدر عدد سكانها بـ 281 نسمة بحسب إحصاء 2016.